# Ligne Salisbury-Alma
La ligne Salisbury-Alma est une ligne de chemin de fer canadienne. Elle reliait les villages de Salisbury et Alma, au Nouveau-Brunswick. La ligne fut construite par la Albert Railway Company, en 1864, pour relier la paroisse d'Hillsborough avec la ligne Saint-Jean–Pointe-du-Chêne. Une partie du trajet est aujourd'hui utilisé par le Chemin de fer Salem & Hillsborough.